# Fledermaus Kriminal-Roman
Fledermaus Kriminalromane (auch bekannt als Schwarze Fledermaus) war eine von 1956 bis 1976 im Erich Pabel Verlag erscheinende Krimi-Heftromanreihe. Es erschienen insgesamt 904 Ausgaben. Mit einem Erscheinungszeitraum von 20 Jahren war die Reihe eine der langlebigsten deutschen Heftromanserien.

## Geschichte der Reihe
Die Reihe entstand aus der Serie der Pabel-Kriminal-Romane, in der ab Heft 100 Übersetzungen aus den Fledermaus-Krimis von G. Wayman Jones (Pseudonym, besser bekannt als Norman Daniels, eigentlich Norman Arthur Danberg) erschienen. Die amerikanischen Ausgaben erschienen in dem Pulp-Magazin Black Book Detectives.
In der Reihe der Pabel-Kriminal-Romane erschienen zunächst Übersetzungen englischer und französischer Krimis. Der Reihentitel wechselte mehrfach:
- Band 1 bis 6: Thriller EP-Kriminalromane
- Band 7 bis 14: Thriller Kriminal Roman
- Band 15 bis 134: Pabel Kriminal Roman(e) bzw. Pabel Kriminal

Die Bände 1 bis 9 trugen außerdem noch einen Aufdruck Special Police.
Die Titel der Fledermaus-Serie erschienen ab Band 119 mit dem Logo einer schwarzen Fledermaussilhouette auf gelbem Grund und dem Reihentitel Fledermaus Kriminal-Roman und ab Band 135 erschienen nur noch Fledermaus-Romane und Fledermaus Kriminal-Roman wurde auch der Reihentitel. Nach und nach wurden Übersetzungen der Black Bat-Geschichten von Norman Daniels durch neue Fledermaus-Episoden verdrängt, die von anonymen deutschen Autoren unter dem Verlagspseudonym G. W. Jones erschienen. Zu diesen Autoren zählten Hermann Werner Peters, Gudrun und Karl Voigt und Manfred Wegener, die auch unter anderen Pseudonymen als Serienautoren erschienen. Ab Band 524 ging man dazu über, die Hefte unter individuellen Autorenpseudonymen erscheinen zu lassen.
Außerdem erschienen von 1965 bis 1973 insgesamt 41 Fledermaus Taschenbücher, davon 8 innerhalb der Allgemeinen Reihe der Pabel-Taschenbücher zwischen 220 und 329 (1965 bis 1967), der Rest später (1970 bis 1973) in einer eigenen Reihe unter Fortsetzung der Nummerierung ab 330 bis 362.
Der Preis der Hefte war ursprünglich DM 1,00 bei einem Umfang von 112 Seiten. Mit der Umstellung auf den normalen Heftromanumfang von 64 Seiten wurde der Preis auf 60 Pfennig gesenkt und stieg bis zum Schluss auf DM 1,20.
Die Erscheinungsweise war zunächst monatlich, ab Anfang 1958 (Heft 23) dann 14-täglich und schließlich wöchentlich.
Die Übersetzungen aus dem Englischen (als Romanserie The Bat) erschienen in der Pabel-Serie nicht in der ursprünglichen Reihenfolge, zudem fehlte der erste Band, der den Hintergrund der Geschichte der Fledermaus bildet. 2011 hat der Blitz-Verlag damit begonnen, die Fledermaus-Romane in der Reihenfolge der Originalausgabe neu aufzulegen, zunächst in einer limitierten Sammleredition und seit 2014 in einer Reihe von E-Books, teilweise neu übersetzt von Andreas Schiffmann. Eine Reihe mit neuen Abenteuern der Fledermaus ist dort unter dem Pseudonym A. S. Jones erschienen.
Zwei 1990 erschienene Episoden einer US-amerikanischen Fernsehkrimiserie (Metal Face – Der mit der Stahlmaske, englischer Originaltitel Dark Avenger) von Guy Magar sind von der Romanserie „abgekupfert“ worden.

## Hintergrund der Fledermaus-Romane
Die Geschichte der Schwarzen Fledermaus beginnt in der amerikanischen Originalausgabe damit, dass Tony Quinn ein bekannter und in Verbrecherkreisen gefürchteter Staatsanwalt ist, der vor Gericht zum Opfer eines Säureanschlags wird, der ihn nicht nur entstellt, sondern ihn auch sein Augenlicht kostet. Quinn meint für immer erblindet zu sein, erhält aber durch die Hilfe seiner späteren Freundin Carol Baldwin und eine riskante Operation sein Sehvermögen zurück. Und nicht nur das: Während seiner Blindheit haben sich seine Sinne geschärft und mit den neuen Augen, die ihm von Carols sterbendem Vater transplantiert wurden, kann er nun auch im Dunkeln sehen. So hat Quinn die idealen Voraussetzungen, nachts auf Verbrecherjagd zu gehen. Er verschweigt seine Heilung und führt fortan ein Doppelleben. Er wird zur Schwarzen Fledermaus: einer vermummten Gestalt, Schrecken aller Verbrecher und Gegenspieler von Polizeiinspektor McGrath.

## Autoren und Pseudonyme
Hier nur die Autoren der Fledermaus-Serien, zu den Autoren der Pabel-Kriminal-Romane siehe Titelliste.
- Guy Brent = Hans E. Ködelpeter
- James R. Burcette = Kurt Luif
- Staff Caine = Hermann Werner Peters
- Tom Candrix
- Larry Carr
- Frank S. Cooper
- John Curtis = Hermann Werner Peters
- Frank Evans = Walter Appel
- Brian Ford = Friedrich Tenkrat
- Jerry Ford = Karl-Heinz Hackmann
- Aldo Garden
- Gaston Gevé = Gudrun Voigt
- George P. Gray = Gudrun Voigt mit Karl Voigt
- Fred Henry = Verlagspseudonym, verwendet von Helmut Hartmann und Friedrich Tenkrat
- G. W. Jones = Verlagspseudonym, bei den Übersetzungen Pseudonym von Norman Daniels
- Noel Kane
- Kelly Kevin = Susanne Wiemer
- Miles Kilburn = Walter Appel
- Clay Markson
- John Marlowe
- Dave Morris = Helmut Rellergerd
- Don Rivera = Ortrud Berckhaus
- Hanno Tarr = Kurt Brand
- Peter Theodor = Peter Theodor Krämer
- Fred Treath = Friedrich Tenkrat
- Earl Warren = Walter Appel
- Fred M. Wayer = Manfred Wegener
- Manfred Wegener

## Liste der Titel

### Pabel Kriminal-Roman (1 bis 134)
| Nr. | Titel                                                                                      | Autor                |
| --- | ------------------------------------------------------------------------------------------ | -------------------- |
| 001 | Mit eiserner Faust (Une Poigne de fer)                                                     | Serge Laforest       |
| 002 | Tod ohne Phrasen (Très dangéreux)                                                          | M. G. Braun          |
| 003 | Die rätselhafte Vier (Plus quatre)                                                         | M. G. Braun          |
| 004 | Mister Jordan lebt gefährlich (Ca ca barder)                                               | Michel Colas         |
| 005 | Es geschah am hellen Tage                                                                  | Henry Sherwood       |
| 006 | Fünf Minuten zu spät (Le Diable est au fond du sac)                                        | André Lay            |
| 007 | 10 000 Dollar für Gwendolyn                                                                | Jeff Caine           |
| 008 | Die schwarze Lo                                                                            | Henry Sherwood       |
| 009 | Vom Täter keine Spur                                                                       | H. F. Erningham      |
| 010 | Die Lumpen fahren zur Hölle (Les Salauds vont en Enfer)                                    | Frédéric Dard        |
| 011 | Der Teufel von Chicago                                                                     | Henry Sherwood       |
| 012 | Blutende Juwelen                                                                           | Burt Kennan          |
| 013 | Die Puppe in der Todeszelle (Death House Doll)                                             | Day Keene            |
| 014 | Gefährliche Ladung (Kiss and Kill)                                                         | Joe Barry            |
| 015 | Ohne Erbarmen (Homicidal Lady)                                                             | Day Keene            |
| 016 | Tote reden nicht                                                                           | Dolf Montanus        |
| 017 | Wenn der Sarg passt (If the Coffin Fits)                                                   | Day Keene            |
| 018 | Heisse Dollars                                                                             | Burt Kennan          |
| 019 | Mannequin des Todes (Silenced Witness)                                                     | Normann C. Rosenthal |
| 020 | Der Teufel holt sie alle (You’ll Die Next)                                                 | Harry Whittington    |
| 021 | Die Nizza-Bande (Guillotine pour demain)                                                   | Benoit Becker        |
| 022 | Straße ins Verderben (Walk the Bloody Boulevard)                                           | A. A. Marcus         |
| 023 | Abwehrzentrale Tokio (Danger for Breakfast)                                                | John Mc Partland     |
| 024 | Flug in die Hölle (Flight by Night)                                                        | Day Keene            |
| 025 | Anruf in der Nacht (Red Hot Ice)                                                           | Frank Kane           |
| 026 | Spione (Action Immediate)                                                                  | Paul Kenny           |
| 027 | Terror in Harlem (Key Witness)                                                             | Frank Kane           |
| 028 | Verlorenes Spiel (Armchair in Hell)                                                        | Henry Kane           |
| 029 | Gehetzt (Hunt the Killer)                                                                  | Day Keene            |
| 030 | Weisses Gift (Murder by the Pack)                                                          | Carl G. Hodges       |
| 031 | Gefährliches Erwachen (Wake Up to Murder)                                                  | Day Keene            |
| 032 | Zu viele Sünder (Too Many Sinners)                                                         | Sheldon Stark        |
| 033 | Der Köder (Live Bait to Murder)                                                            | William Herber       |
| 034 | Falscher Verdacht (A Chip on My Shoulder)                                                  | Eric North           |
| 035 | Raub der Kronjuwelen                                                                       | Axel Arndt           |
| 036 | Der tödliche Finger (The Deadly Finger)                                                    | Henry Kane           |
| 037 | Bei Ankunft Mord (Death on Arrival)                                                        | Stephen Marlowe      |
| 038 | Der Tod kam zweimal (Death on the Double)                                                  | Henry Kane           |
| 039 | Das Mördersyndikat (Bring Back Her Body)                                                   | Stuart Brook         |
| 040 | Die Brüder des Maleachi [Inspektor Lund Roman]                                             | Henry Sherwood       |
| 041 | Auf den Schwingen des Todes (The Humming Box)                                              | Harry Whittington    |
| 042 | Erbe des Hasses (The Angry Dream)                                                          | Gil Brewer           |
| 043 | Flut der Toten (Dead Man’s Tide)                                                           | Day Keene            |
| 044 | Gegenspion im Zug (Counterspy Express)                                                     | A. S. Fleischman     |
| 045 | Es ist noch nichts verloren                                                                | Cecil Chrysler       |
| 046 | In letzter Sekunde [Inspektor Lund Roman]                                                  | Henry Sherwood       |
| 047 | Mit Bewährungsfrist (Liberté conditionelle)                                                | Alain Page           |
| 048 | Der Satan mit der Engelszunge (Murder for Charity)                                         | Owen Dudley          |
| 049 | Abrechnung folgt (Deterrez, c’est une erreur)                                              | André Lay            |
| 050 | Blutiger Asphalt (Cop Hater) [87. Revier]                                                  | Ed McBrain           |
| 051 | Die blonde Bestie                                                                          | Axel Arndt           |
| 052 | Atomspione                                                                                 | Alfred Heller        |
| 053 | Über Nacht kam das Grauen (Kill One, Kill Two)                                             | Robert H. Kelston    |
| 054 | Attentat im Schneesturm (Operation Murder)                                                 | Lionel White         |
| 055 | Das Satansweib von Montreal (La Loi du Talion)                                             | Joh A. Saxon         |
| 056 | Der Todesdiamant [Übersetzung]                                                             | Frederic C. Davis    |
| 057 | Vier mußten sterben (Carry my Coffin Slowly)                                               | Lee Harrington       |
| 058 | Der Mörder war Linkshänder (Murder Is Where You Find It)                                   | Robert P. Hansen     |
| 059 | Das Fotomodell von Greenwich Village [Übersetzung]                                         | Jonathan Craig       |
| 060 | Die Geldschrankknacker von Moabit                                                          | Axel Arndt           |
| 061 | Tödliche Erbschaft (The Quaking Widow)                                                     | Robert Colby         |
| 062 | Inspektor Lund schlägt zu [Inspektor Lund Roman]                                           | Henry Sherwood       |
| 063 | Meuchelmord (Bye-bye, Baby)                                                                | J. Harvey Bond       |
| 064 | Großalarm in Mexiko-City [Übersetzung]                                                     | Paul Kenny           |
| 065 | Unter Mordverdacht                                                                         | Big Howler           |
| 066 | Auf falscher Spur (Red Herring)                                                            | Wilson Tucker        |
| 067 | Ihre Freunde nannten sie Syl                                                               | Rolf O. Morlock      |
| 068 | Ein Kilo Heroin                                                                            | Robert Arden         |
| 069 | Eine Minute nach Mitternacht                                                               | Bill Parker          |
| 070 | Massaker in Macao (Look Behind You, Lady)                                                  | A. S. Fleischmann    |
| 071 | Der Mörder kam lautlos (The Killer Watches the Manhunt)                                    | A. B. Cunningham     |
| 072 | … auf Sand gebaut … (Laughter Came Screaming)                                              | Henry Kane           |
| 073 | Gegenspionage schlägt zu (My Deadly Angel)                                                 | John Chelton         |
| 074 | Es begann am ersten Weihnachtstag (A Corpse for Christmas)                                 | Henry Kane           |
| 075 | Gesucht wird Dr. med. Larner                                                               | Clifton Hadley       |
| 076 | Die Spur führt nach Indien [Inspektor Lund Roman]                                          | Henry Sherwood       |
| 077 | Tödliches Spiel [Übersetzung]                                                              | Jerry Sohl           |
| 078 | Der Lockvogel [Übersetzung]                                                                | Geoffrey Homes       |
| 079 | Die Schatten [Inspektor Lund Roman]                                                        | Henry Sherwood       |
| 080 | Blutige Spuren (Blood on the Branches)                                                     | Oliver Crawford      |
| 081 | Die Fahrt der Irawadi [Inspektor Lund Roman]                                               | Henry Sherwood       |
| 082 | Suse Fear musste sterben (Who Killed Sweet Sue?)                                           | Henry Kane           |
| 083 | Der Mörder kam lautlos [Übersetzung]                                                       | Bevis Winter         |
| 084 | Der Mann ohne Namen [Inspektor Lund Roman]                                                 | Henry Sherwood       |
| 085 | Schüsse aus dem Hinterhalt                                                                 | Charles Morry        |
| 086 | Unter falschem Verdacht                                                                    | Fritjof Guntram      |
| 087 | 1 + 1 = 1                                                                                  | Margery Glasgow      |
| 088 | Gewalt ist mein Geschäft (Violence Is my Business) [Chester Drum Roman]                    | Stephen Marlowe      |
| 089 | Brief aus dem Jenseits (The Night Was Made for Murder)                                     | Bevis Winter         |
| 090 | Mörder sind meine Beute (Killers Are My Meat) [Chester Drum Roman]                         | Stephen Marlowe      |
| 091 | Die Rechnung geht nicht auf (Death for Salo)                                               | Henry Kane           |
| 092 | Blond und verwegen (Play for Keeps)                                                        | Harry Whittington    |
| 093 | Johnny schöpft Verdacht (Riddle me This)                                                   | Mike Roscoe          |
| 094 | Der Tod ist mein Partner (Murder is My Dish) [Chester Drum Roman]                          | Stephen Marlowe      |
| 095 | Vermächtnis des Todes (Fistful of Death)                                                   | Henry Kane           |
| 096 | Die zweitlängste Nacht (The Second Longest Night) [Chester Drum Roman]                     | Stephen Marlowe      |
| 097 | Redakteur des Teufels (Trigger Mortis)                                                     | Frank Kane           |
| 098 | Die Gefahr ist mein Begleiter (Danger is My Line) [Chester Drum Roman]                     | Stephen Marlowe      |
| 099 | Elf Millionen in Gold                                                                      | Barney Brooks        |
| 100 | Die Fledermaus schlägt zu (League of the Faceless Men) [Fledermaus Kriminal-Roman]         | G. W. Jones          |
| 101 | Mein Weg nach Mecca (Mecca for Murder) [Chester Drum Roman]                                | Stephen Marlowe      |
| 102 | Johnny Liddells neuster Fall (A Short Bier)                                                | Frank Kane           |
| 103 | … wenn die Köpfe rollen (The Murder Makers) [Fledermaus Kriminal-Roman]                    | G. W. Jones          |
| 104 | Schmuggler haben keine Freunde (Terror is My Trade) [Chester Drum Roman]                   | Stephen Marlowe      |
| 105 | Die Bande der 31 (31 Deadly Guns) [Fledermaus Kriminal-Roman]                              | G. W. Jones          |
| 106 | Mord mit Alibi                                                                             | Stenley Warden       |
| 107 | Der unsichtbare Feind (The Black Bat’s Invisible Enemy) [Fledermaus Kriminal-Roman]        | G. W. Jones          |
| 108 | Das Schicksal mischt die Karten (Homicide is My Game) [Chester Drum Roman]                 | Stephen Marlowe      |
| 109 | Ein Plan des Bösen (Blueprints of Crime) [Fledermaus Kriminal-Roman]                       | G. W. Jones          |
| 110 | Das Verbrechergenie (The Murder Genius) [Fledermaus Kriminal-Roman]                        | G. W. Jones          |
| 111 | Flucht vor dem Schicksal (Walk in Fear)                                                    | W. T. Ballard        |
| 112 | Der Boß der Hunde (And the Girl Sreamed)                                                   | Gil Brown            |
| 113 | Der falsche Biedermann (The Lying Killer) [Fledermaus Kriminal-Roman]                      | G. W. Jones          |
| 114 | Das durchlöcherte Alibi (The Case of the Petticoat Murder)                                 | Jonathan Craig       |
| 115 | Die Machete des Stanley Kowal (The Missing Million) [Fledermaus Kriminal-Roman]            | G. W. Jones          |
| 116 | Hetzjagd auf die Fledermaus (The Black Bat Fights for Life) [Fledermaus Kriminal-Roman]    | G. W. Jones          |
| 117 | Die Stadt des Hasses (City of Hate) [Fledermaus Kriminal-Roman]                            | G. W. Jones          |
| 118 | Giftnatter der Unterwelt (The Coiled Serpent) [Fledermaus Kriminal-Roman]                  | G. W. Jones          |
| 119 | Das unheimliche Erbe (The Dangerous Corpse) [Fledermaus Kriminal-Roman]                    | G. W. Jones          |
| 120 | Drei Schritte vor der schiefen Bahn (The City of Dreadful Kight)                           | Robert Wallace       |
| 121 | Die Nacht der Fledermaus (The Killer Who Wasn’t) [Fledermaus Kriminal-Roman]               | G. W. Jones          |
| 122 | Das Schreckenshaus am Shiplake (The Black Ball of Death)                                   | Robert Wallace       |
| 123 | Schach der Schwarzen Fledermaus (The Black Bat’s Crusade) [Fledermaus Kriminal-Roman]      | G. W. Jones          |
| 124 | Die Musen schweigen                                                                        | Fritjof Guntram      |
| 125 | Revolution der Bettler (The Black Bat’s Challenge) [Fledermaus Kriminal-Roman]             | G. W. Jones          |
| 126 | Mord in New Orleans                                                                        | Eddy Quinn           |
| 127 | Blutige Millionen (Murderer’s Playground) [Fledermaus Kriminal-Roman]                      | G. W. Jones          |
| 128 | Wettlauf mit dem Henker (Morgen früh bist Du tot)                                          | R. S. Blair          |
| 129 | Die Feuer-Bande (The Black Bat’s Flame Trail) [Fledermaus Kriminal-Roman]                  | G. W. Jones          |
| 130 | Die erste Geige spielt der Tod (Murder Set to Music)                                       | Robert Wallace       |
| 131 | Der Mann mit den zwei Gesichtern (The Black Bat Strikes Again) [Fledermaus Kriminal-Roman] | G. W. Jones          |
| 132 | Nur wer lebt, gewinnt das Spiel (Mistake Me Not)                                           | Nat Easton           |
| 133 | Die Vampire vom Moosehead-See (Without Blood They Die) [Fledermaus Kriminal-Roman]         | G. W. Jones          |
| 134 | Die Unglücksbringer (The Happyland Murders)                                                | Robert Wallace       |

### Fledermaus Kriminal-Roman (135 bis 904)
| Nr.   | Titel                                                                | Autor                               |
| ----- | -------------------------------------------------------------------- | ----------------------------------- |
| 135   | Der Herr des Drachen (The Black Bat’s Dragon Trail)                  | G. W. Jones                         |
| 136   | Durchkreuzte Pläne (The Black Bat and the Red Menace)                | G. W. Jones                         |
| 137   | Mit Skalpell und Wahrheitsserum (The Black Bat’s Summons)            | G. W. Jones                         |
| 138   | Das Licht des Verderbens (The Eyes of the Blind)                     | G. W. Jones                         |
| 139   | Der rettende Zweifel (Millions for a Murderer)                       | G. W. Jones                         |
| 140   | Der Kranz der Schiwa (The Black Bat’s Triumph)                       | G. W. Jones                         |
| 141   | Dicke Brocken nicht gefragt (The Black Bat’s Justice)                | G. W. Jones                         |
| 142   | Der Denunziant (The Voice of Doom)                                   | G. W. Jones                         |
| 143   | Die lebendige Galgenpuppe (The Seventh Column)                       | G. W. Jones                         |
| 144   | Die Wunderwaffe des Mr. King (The Blackout Murders)                  | G. W. Jones                         |
| 145   | Auf falscher Fährte (The Skeleton’s Sekret)                          | G. W. Jones                         |
| 146   | Der Mystiker von Chicago (The White Witch)                           | G. W. Jones                         |
| 147   | Der Mann, der fast ein Engel war (The Marked Man)                    | G. W. Jones                         |
| 148   | Die wölfischen Samariter (Death for Charity)                         | G. W. Jones                         |
| 149   | Der Schatten des Teufels (Shadow of Evil)                            | G. W. Jones                         |
| 150   | Party der flammenden Cocktails (Murder on the Loose)                 | G. W. Jones                         |
| 151   | Der Irre von Sheboygan                                               | G. W. Jones                         |
| 152   | Tödliches Vermächtnis (Murder Among the Dying)                       | G. W. Jones                         |
| 153   | Einer schoss schneller                                               | G. W. Jones                         |
| 154   | Spiel mit dem Satan (The Faceless Satan)                             | G. W. Jones                         |
| 155   | 1 + 2 = Mördertrio                                                   | G. W. Jones                         |
| 156   | Verräterische Spuren (Blind Man’s Bluff)                             | G. W. Jones                         |
| 157   | Kidnapping                                                           | G. W. Jones                         |
| 158   | Regisseur des Verbrechens (The Man Behind Murder)                    | G. W. Jones                         |
| 159   | Das Mördersyndikat (The Black Bat and the Trojan Horse)              | G. W. Jones                         |
| 160   | Prophet des Todes (The Murder Prophet)                               | G. W. Jones                         |
| 161   | Kampf mit dem Unsichtbaren                                           | G. W. Jones                         |
| 162   | Der Böse und die Harmlosen (The Survivor Murders)                    | G. W. Jones                         |
| 163   | Den Finger am Abzug (The Black Bat’s Spy Trail)                      | G. W. Jones                         |
| 164   | Der Fall John Todd (With Marlice Aforethought)                       | G. W. Jones                         |
| 165   | Der Mann, der zweimal starb                                          | G. W. Jones                         |
| 166   | Johnny Hampelmann (The Murder Prophet)                               | G. W. Jones                         |
| 167   | Unter der Maske des Weltmannes                                       | G. W. Jones                         |
| 168   | Das Geheimnis des Stereoskops (The Riddle of the Dead Man’s Bequest) | G. W. Jones                         |
| 169   | Die Maske fällt (Dead Man’s Plunder)                                 | G. W. Jones                         |
| 170   | Heiße Papiere (The Dennison Documents)                               | G. W. Jones                         |
| 171   | Radio-Telegramme für Zürich                                          | G. W. Jones                         |
| 172   | Vertauschte Rollen (The Lakeside Mystery)                            | G. W. Jones                         |
| 173   | Das perfekte Verbrechen des Mr.X                                     | G. W. Jones                         |
| 174   | Rien ne va plus                                                      | G. W. Jones                         |
| 175   | Mumien aus Chicago                                                   | G. W. Jones                         |
| 176   | Die gelbe Spinne                                                     | G. W. Jones                         |
| 177   | Der Magier mit dem dritten Auge                                      | G. W. Jones                         |
| 178   | In den Kellern der Beatnicks                                         | G. W. Jones                         |
| 179   | Wölfe jagen im Rudel (The Crime to Come)                             | G. W. Jones                         |
| 180   | Der Unschuldsengel                                                   | G. W. Jones                         |
| 181   | Gefangen in Waunagah Island                                          | G. W. Jones                         |
| 182   | Um jeden Preis                                                       | G. W. Jones                         |
| 183   | Lockruf des Abenteuers                                               | G. W. Jones                         |
| 184   | H-Bombe in Blond                                                     | G. W. Jones                         |
| 185   | Der Teufel lockt mit süssen Früchten                                 | G. W. Jones                         |
| 186   | Jagd nach der Schimäre                                               | G. W. Jones                         |
| 187   | Leiser als eine Kugel                                                | G. W. Jones                         |
| 188   | Sanatorium des Satans                                                | G. W. Jones                         |
| 189   | Entscheiden sie sich, Mr. Fairback                                   | G. W. Jones                         |
| 190   | Es fing so harmlos an                                                | G. W. Jones                         |
| 191   | Herz und Asche                                                       | G. W. Jones                         |
| 192   | Gangster, Geister und Motoren                                        | G. W. Jones                         |
| 193   | Gejagte Jäger                                                        | G. W. Jones                         |
| 194   | Tödliche Dollars                                                     | G. W. Jones                         |
| 195   | Die blaue Rose                                                       | G. W. Jones                         |
| 196   | Der Mann mit den roten Haaren                                        | G. W. Jones                         |
| 197   | Der Diamant der Venus                                                | G. W. Jones                         |
| 198   | Ein Toter packt aus                                                  | G. W. Jones                         |
| 199   | Das Todesballet                                                      | G. W. Jones                         |
| 200   | Mister Scho, der Hexer                                               | G. W. Jones                         |
| 201   | In letzter Stunde                                                    | G. W. Jones                         |
| 202   | Knock out                                                            | G. W. Jones                         |
| 203   | Vom Teufel besessen                                                  | G. W. Jones                         |
| 204   | Sieben Jahre Galgenfrist                                             | G. W. Jones                         |
| 205   | Der Würger von Chicago                                               | G. W. Jones                         |
| 206   | Die Klinik am Diamond Lake                                           | G. W. Jones                         |
| 207   | Der Mörder mit dem Januskopf (The long ago murder)                   | G. W. Jones                         |
| 208   | Dein Sarg steht schon bereit                                         | G. W. Jones                         |
| 209   | Der Killer kam im Smoking                                            | G. W. Jones                         |
| 210   | Geister der Vergangenheit (Inheritance of murder)                    | G. W. Jones                         |
| 211   | Jerry Parker spielt gefährlich                                       | G. W. Jones                         |
| 212   | Mord im Panoptikum                                                   | G. W. Jones                         |
| 213   | Immer, wenn er Money sah …                                           | G. W. Jones                         |
| 214   | Das Geheimnis der roten Gambia                                       | G. W. Jones                         |
| 215   | Das Skelett                                                          | G. W. Jones                         |
| 216   | Gemeiner als Mord                                                    | G. W. Jones                         |
| 217   | Die lebendige Tote                                                   | G. W. Jones                         |
| 218   | Der Löwe und der Pelikan                                             | G. W. Jones                         |
| 219   | In Chicago ist der Teufel los                                        | G. W. Jones                         |
| 220   | Der Mann mit der sicheren Hand                                       | G. W. Jones                         |
| 221   | Unheimliche Raubzüge                                                 | G. W. Jones                         |
| 222   | Geheimakte CV 222                                                    | G. W. Jones                         |
| 223   | Die Spur des blauen Chevrolets                                       | G. W. Jones                         |
| 224   | Der Konvoi zur Todesschlucht                                         | G. W. Jones                         |
| 225   | Party des Unheils                                                    | G. W. Jones                         |
| 226   | Als es zwölf Uhr schlug                                              | G. W. Jones                         |
| 227   | Masken, Mörder und Millionen                                         | G. W. Jones                         |
| 228   | Fluch des Verbrechens                                                | G. W. Jones                         |
| 229   | Eine Spur Arsen                                                      | G. W. Jones                         |
| 230   | Im Fang des Tigers                                                   | G. W. Jones                         |
| 231   | Der Tod kam mit der Morgenpost                                       | G. W. Jones                         |
| 232   | Einzelhändler in Mord                                                | G. W. Jones                         |
| 233   | Alptraum des Grauens                                                 | G. W. Jones                         |
| 234   | Der böse Geist des Percy Brook                                       | G. W. Jones                         |
| 235   | In der Hölle von Chinatown                                           | G. W. Jones                         |
| 236   | Das letzte Indiz                                                     | G. W. Jones                         |
| 237   | Die Toten-Jacht                                                      | G. W. Jones                         |
| 238   | Der Feuerteufel                                                      | G. W. Jones                         |
| 239   | Treibjagd auf Jerry                                                  | G. W. Jones                         |
| 240   | Der letzte Beweis                                                    | G. W. Jones                         |
| 241   | Die tödliche Spinne                                                  | G. W. Jones                         |
| 242   | Mörder unter sich                                                    | G. W. Jones                         |
| 243   | Die Taxi-Killer                                                      | G. W. Jones                         |
| 244   | Lebendig begraben                                                    | G. W. Jones                         |
| 245   | Der Tod hat Urlaub                                                   | G. W. Jones                         |
| 246   | Der violette Baccus                                                  | G. W. Jones                         |
| 247   | Das dritte Opfer                                                     | G. W. Jones                         |
| 248   | Razzia in Willet                                                     | G. W. Jones                         |
| 249   | Die Haie von Downers Grove                                           | G. W. Jones                         |
| 250   | Freifahrt zur Hölle                                                  | G. W. Jones                         |
| 251   | Dann kam der Killer                                                  | G. W. Jones                         |
| 252   | Der Irre und die Bestie                                              | G. W. Jones                         |
| 253   | Miss Graham läßt grüßen                                              | G. W. Jones                         |
| 254   | Das Geheimnis der tödlichen Blitze                                   | G. W. Jones                         |
| 255   | Am seidenen Faden                                                    | G. W. Jones                         |
| 256   | Reiseleiter ins Jenseits                                             | G. W. Jones                         |
| 257   | Spezialität: MORD                                                    | G. W. Jones                         |
| 258   | Der grüne Buddha                                                     | G. W. Jones                         |
| 259   | Ein Mann spielt falsch                                               | G. W. Jones                         |
| 260   | Der Tote vom Slough Lake                                             | G. W. Jones                         |
| 261   | Verwischte Spuren                                                    | G. W. Jones                         |
| 262   | Mord im Sonnenschein                                                 | G. W. Jones                         |
| 263   | Mord aus dem Jenseits                                                | G. W. Jones                         |
| 264   | Tödlicher Toast                                                      | G. W. Jones                         |
| 265   | Tod dem Taxi-Mörder                                                  | G. W. Jones                         |
| 266   | Die Todesgasse                                                       | G. W. Jones                         |
| 267   | Der weiße Engel                                                      | G. W. Jones                         |
| 268   | Regie führt der Tod                                                  | G. W. Jones                         |
| 269   | Millionäre sterben vornehm                                           | G. W. Jones                         |
| 270   | Mord um keinen Dollar                                                | G. W. Jones                         |
| 271   | Der Mann im Zwielicht                                                | G. W. Jones                         |
| 272   | Bündnis mit dem Teufel                                               | G. W. Jones                         |
| 273   | Kennwort Evergreen                                                   | G. W. Jones                         |
| 274   | Kinder des Satans                                                    | G. W. Jones                         |
| 275   | Gentleman mit kleinen Fehlern                                        | G. W. Jones                         |
| 276   | Braune Haut und weiße Weste                                          | G. W. Jones                         |
| 277   | Mit Feuer und Tücke                                                  | G. W. Jones                         |
| 278   | Playboys und Blondinen                                               | G. W. Jones                         |
| 279   | Gekidnappt vom Teufel                                                | G. W. Jones                         |
| 280   | Die Spur führt zum Hafen                                             | G. W. Jones                         |
| 281   | Mörder ohne Fährte                                                   | G. W. Jones                         |
| 282   | Tödliches Rendezvous                                                 | G. W. Jones                         |
| 283   | Den Kopf in der Schlinge                                             | G. W. Jones                         |
| 284   | Das verhängnisvolle Foto                                             | G. W. Jones                         |
| 285   | Den Tod im Nacken                                                    | G. W. Jones                         |
| 286   | Die rote Ratte                                                       | G. W. Jones                         |
| 287   | Mord im Tattersall                                                   | G. W. Jones                         |
| 288   | Der Rächer mit der Tarnkappe                                         | G. W. Jones                         |
| 289   | Erledigt bei Morgengrauen                                            | G. W. Jones                         |
| 290   | Der blutige Spiegel                                                  | G. W. Jones                         |
| 291   | Irving Park Road 113                                                 | G. W. Jones                         |
| 292   | Kellog kauft kein Kokain                                             | G. W. Jones                         |
| 293   | Mit Tommy-Gun und Tränengas                                          | G. W. Jones                         |
| 294   | Die Hyäne von Hinsdale                                               | G. W. Jones                         |
| 295   | Die tolle Dolly                                                      | G. W. Jones                         |
| 296   | Henkers Ernte                                                        | G. W. Jones                         |
| 297   | Alligator-Bar, null Uhr null                                         | G. W. Jones                         |
| 298   | Der Tote vom Wolf Lake                                               | G. W. Jones                         |
| 299   | Nachtfahrt des Grauens                                               | G. W. Jones                         |
| 300   | Leben und sterben lassen                                             | G. W. Jones                         |
| 301   | Rot oder tot                                                         | G. W. Jones                         |
| 302   | Eine Handvoll Asche                                                  | G. W. Jones                         |
| 303   | Urlaub aus der Hölle                                                 | G. W. Jones                         |
| 304   | Wohin mit der Leiche?                                                | G. W. Jones                         |
| 305   | Der Tod geistert durch Kenilworth                                    | G. W. Jones                         |
| 306   | Gordon Gales verrückte Woche                                         | G. W. Jones                         |
| 307   | Nur eine Flasche Whisky                                              | G. W. Jones                         |
| 308   | Endspurt ums Leben                                                   | G. W. Jones                         |
| 309   | Fletcher hat die Faxen dick                                          | G. W. Jones                         |
| 310   | Anschlag im Morgengrauen                                             | G. W. Jones                         |
| 311   | Tote sind nicht immer stumm                                          | G. W. Jones                         |
| 312   | Der Todeskandidat                                                    | G. W. Jones                         |
| 313   | Wie Blut so rot                                                      | G. W. Jones                         |
| 314   | Die goldene Hand                                                     | G. W. Jones                         |
| 315   | Blutiger Whisky                                                      | G. W. Jones                         |
| 316   | Der letzte Schuss                                                    | G. W. Jones                         |
| 317   | Treibstoff des Satans                                                | G. W. Jones                         |
| 318   | Sanft wie ein Wolf                                                   | G. W. Jones                         |
| 319   | Killers Todesfahrt                                                   | G. W. Jones                         |
| 320   | Die eiserne Jungfrau                                                 | G. W. Jones                         |
| 321   | Im Bannkreis der Hölle                                               | G. W. Jones                         |
| 322   | Tag der Vergeltung                                                   | G. W. Jones                         |
| 323   | Satan in Marineblau                                                  | G. W. Jones                         |
| 324   | Morgen wirst Du nicht mehr leben                                     | G. W. Jones                         |
| 325   | Drei Mörder – vier Tode                                              | G. W. Jones                         |
| 326   | Keine Gnade für den Killer                                           | G. W. Jones                         |
| 327/1 | Die Blutsauger von Morton Grove                                      | G. W. Jones                         |
| 327/2 | Die Blutsauger von Morton Grove                                      | G. W. Jones                         |
| 328   | Im Schatten des Todes                                                | G. W. Jones                         |
| 329   | Der verkauft Mord                                                    | G. W. Jones                         |
| 330   | Der Killer von Lombard                                               | G. W. Jones                         |
| 331   | Vampir & Cie.                                                        | G. W. Jones                         |
| 332   | Schieß, wenn Du kannst                                               | G. W. Jones                         |
| 333   | Der Würger von Wilmette                                              | G. W. Jones                         |
| 334   | Ein Killer klappt zusammen                                           | G. W. Jones                         |
| 335   | Menschenjagd bei Büchsenlicht                                        | G. W. Jones                         |
| 336   | Geheimsache K98K                                                     | G. W. Jones                         |
| 337   | Der vierte Komplize                                                  | G. W. Jones                         |
| 338   | Das Gespenst von Elk Grove Village                                   | G. W. Jones                         |
| 339   | Blonde Engel aus der Hölle                                           | G. W. Jones                         |
| 340   | Das Haus in der Washington Road                                      | G. W. Jones                         |
| 341   | Duell in den Dünen                                                   | G. W. Jones                         |
| 342   | Schüsse auf dem Rummelplatz                                          | G. W. Jones                         |
| 343   | Einer stirbt für Mrs. Williams                                       | G. W. Jones                         |
| 344   | Totenschein für Joe                                                  | G. W. Jones                         |
| 345   | Die vierte Kugel                                                     | G. W. Jones                         |
| 346   | Der Himmel mit den Todeszellen                                       | G. W. Jones                         |
| 347   | Der Donnerstagsmörder                                                | G. W. Jones                         |
| 348   | Schritte im Nebel                                                    | G. W. Jones                         |
| 349   | Alle mit einer Kugel                                                 | G. W. Jones                         |
| 350   | Spinne im Netz                                                       | G. W. Jones                         |
| 351   | Geschäft mit dem Teufel                                              | G. W. Jones                         |
| 352   | Der verlorene Preis                                                  | G. W. Jones                         |
| 353   | Tod im Swimming-Pool                                                 | G. W. Jones                         |
| 354   | Ich möchte einen Mord gestehen                                       | G. W. Jones                         |
| 355   | Das gelbe Phantom                                                    | G. W. Jones                         |
| 356   | Das Mord-Dreieck                                                     | G. W. Jones                         |
| 357   | Lebendig begraben                                                    | G. W. Jones                         |
| 358   | Die Rothaarige                                                       | G. W. Jones                         |
| 359   | Luzifers Butler                                                      | G. W. Jones                         |
| 360   | Der Racheschwur                                                      | G. W. Jones                         |
| 361   | Attentat für zwanzig Dollar                                          | G. W. Jones                         |
| 362   | Mit Morphium macht man Marionetten                                   | G. W. Jones                         |
| 363   | Mord auf Abruf                                                       | G. W. Jones                         |
| 364   | Gift der Rachsucht                                                   | G. W. Jones                         |
| 365   | Der unsichtbare Henker                                               | G. W. Jones                         |
| 366   | Manager des Todes                                                    | G. W. Jones                         |
| 367   | Zur Hölle mit dir!                                                   | G. W. Jones                         |
| 368   | Der silbergraue Teufel                                               | G. W. Jones                         |
| 369   | Irrweg zum Galgen                                                    | G. W. Jones                         |
| 370   | Mord im Auto-Kino                                                    | G. W. Jones                         |
| 371   | Finale im Club 77                                                    | G. W. Jones                         |
| 372   | Erbe des Mörders                                                     | G. W. Jones                         |
| 373   | Angst verjährt nie                                                   | G. W. Jones                         |
| 374   | Zwei Mörder – kein Mord                                              | G. W. Jones                         |
| 375   | Tanz mit einem Toten                                                 | G. W. Jones                         |
| 376   | Die Geisel der A+B+C                                                 | G. W. Jones                         |
| 377   | Ein Toter heiratet                                                   | G. W. Jones                         |
| 378   | Mit Blut geschrieben                                                 | G. W. Jones                         |
| 379   | Kalt wie Eis                                                         | G. W. Jones                         |
| 380   | Die Perlenkette der Mrs. Brewster                                    | G. W. Jones                         |
| 381   | Wer andern eine Bombe schickt …                                      | G. W. Jones                         |
| 382   | Im Visier des Todes                                                  | G. W. Jones                         |
| 383   | Mord im Nachbarhaus                                                  | G. W. Jones                         |
| 384   | Tote sind zollfrei                                                   | G. W. Jones                         |
| 385   | Die Todesfalle                                                       | G. W. Jones                         |
| 386   | Cowans großer Coup                                                   | G. W. Jones                         |
| 387   | Der Boß mag keine Extratouren                                        | G. W. Jones                         |
| 388   | Miet-Killer aus Montana                                              | G. W. Jones                         |
| 389   | Die Jolle am Kai 13                                                  | G. W. Jones                         |
| 390   | Eine Tote fährt Auto                                                 | G. W. Jones                         |
| 391   | Mörder mit freier Verpflegung                                        | G. W. Jones                         |
| 392   | Die Verschwörer                                                      | G. W. Jones                         |
| 393   | Der Mann auf dem Dach                                                | G. W. Jones                         |
| 394   | Der Dämon des Kirk Sexton                                            | G. W. Jones                         |
| 395   | Sterben Sie wohl!                                                    | G. W. Jones                         |
| 396   | Ein Geist geht um                                                    | G. W. Jones                         |
| 397   | Mord im Taxi 111                                                     | G. W. Jones                         |
| 398   | Mit Kurven und Klauen                                                | G. W. Jones                         |
| 399   | Wer will schon sterben?                                              | G. W. Jones                         |
| 400   | Die blutrote Spur                                                    | G. W. Jones                         |
| 401   | Die gelben Wölfe                                                     | G. W. Jones                         |
| 402   | Mit Nylonstrumpf und Halstuch                                        | G. W. Jones                         |
| 403   | Spielzeug für den Killer                                             | G. W. Jones                         |
| 404   | Die Leiche am Leuchtturm                                             | G. W. Jones                         |
| 405   | Wer einmal killt                                                     | G. W. Jones                         |
| 406   | Tod frei Haus                                                        | G. W. Jones                         |
| 407   | Mordanklage aus dem Jenseits                                         | G. W. Jones                         |
| 408   | Gift ist nichts fürs Hauptgericht                                    | G. W. Jones                         |
| 409   | Kaltlächelnd mitten ins Herz                                         | G. W. Jones                         |
| 410   | Der Mönch mit den Schnallen                                          | G. W. Jones                         |
| 411   | Teufel in Kleidern                                                   | G. W. Jones                         |
| 412   | Der schwarze Wolf                                                    | G. W. Jones                         |
| 413   | Bis euch der Teufel holt                                             | G. W. Jones                         |
| 414   | Am Anfang war’s nur Angst                                            | G. W. Jones                         |
| 415   | Luzifer spielt Verstecken                                            | G. W. Jones                         |
| 416   | Kennwort: Schädel                                                    | G. W. Jones                         |
| 417   | Fabbris faule Flebben                                                | G. W. Jones                         |
| 418   | Nur einer wußte alles                                                | G. W. Jones                         |
| 419   | Das Mord-Motel                                                       | G. W. Jones                         |
| 420   | Die Brüder vom Schneerosen-Orden                                     | G. W. Jones                         |
| 421   | Tot bist Du am schönsten                                             | G. W. Jones                         |
| 422   | Einer spielt um Kopf und Kragen                                      | G. W. Jones                         |
| 423   | Mein Freund Sammy tut das nicht                                      | G. W. Jones                         |
| 424   | Die Todesorgel                                                       | G. W. Jones                         |
| 425   | Aimé liebt Amethyste                                                 | G. W. Jones                         |
| 426   | Messer, Mörder, Marionetten                                          | G. W. Jones                         |
| 427   | Johnnie und die dreizehn Whiskys                                     | G. W. Jones                         |
| 428   | Das Lebens-Kuratorium                                                | G. W. Jones                         |
| 429   | Tauschgeschäft mit Jonathan                                          | G. W. Jones                         |
| 430   | Todesursache – keine                                                 | G. W. Jones                         |
| 431   | Von Beruf Witwe                                                      | G. W. Jones                         |
| 432   | Die Qualle                                                           | G. W. Jones                         |
| 433   | Im Schatten der Angst                                                | G. W. Jones                         |
| 434   | Wiedersehen auf dem Friedhof                                         | G. W. Jones                         |
| 435   | Der Teufel war Zeuge                                                 | G. W. Jones                         |
| 436   | Der Einsiedler vom Totenmoor                                         | G. W. Jones                         |
| 437   | Ein Toter nimmt Rache                                                | G. W. Jones                         |
| 438   | Tödliche Verwandlung                                                 | G. W. Jones                         |
| 439   | Mit Blausäure und Blei                                               | G. W. Jones                         |
| 440   | Die Lady ohne Kopf                                                   | G. W. Jones                         |
| 441   | Tod im Warenhaus                                                     | G. W. Jones                         |
| 442   | Haus der Morde                                                       | G. W. Jones                         |
| 443   | Entschlafen um Mitternacht                                           | G. W. Jones                         |
| 444   | Helfer in Mordsachen                                                 | G. W. Jones                         |
| 445   | King Knokke killt Krabben                                            | G. W. Jones                         |
| 446   | Der Hinkende und die schöne Leiche                                   | G. W. Jones                         |
| 447   | Nett wie eine Klapperschlange                                        | G. W. Jones                         |
| 448   | Mitleid ist kein Mordmotiv                                           | G. W. Jones                         |
| 449   | Als Mickey die Magnum nahm                                           | G. W. Jones                         |
| 450   | Das Geheimnis des goldenen Buddhas                                   | G. W. Jones                         |
| 451   | Dunkler Fleck auf weißer Weste                                       | G. W. Jones                         |
| 452   | Visionen, die den Tod bedeuten                                       | G. W. Jones                         |
| 453   | Der grüne Doge                                                       | G. W. Jones                         |
| 454   | Tod vor Polizei-Revier 108                                           | G. W. Jones                         |
| 455   | Konzert für drei Solo-Pistolen                                       | G. W. Jones                         |
| 456   | Zahlbar in Blei                                                      | G. W. Jones                         |
| 457   | Lord Stones Drache                                                   | G. W. Jones                         |
| 458   | Eine Spritze Phenol                                                  | G. W. Jones [schwarz ausgestrichen] |
| 459   | Dicke Luft am Brookfield-Square                                      | G. W. Jones [schwarz ausgestrichen] |
| 460   | Der Gangster, der ein Engel war                                      | G. W. Jones [schwarz ausgestrichen] |
| 461   | Wer den Tod sät …                                                    | G. W. Jones [schwarz ausgestrichen] |
| 462   | Beerdigungs-Institut Napoli                                          |                                     |
| 463   | Mord an einem Toten                                                  |                                     |
| 464   | Gangster außer Dienst                                                |                                     |
| 465   | Der graue Ledermann                                                  |                                     |
| 466   | Der Coup seines Lebens                                               |                                     |
| 467   | Der Tod kam vom Korallenriff                                         |                                     |
| 468   | Begraben, aber nicht vergessen                                       |                                     |
| 469   | Schüsse aus dem Blumenstrauß                                         |                                     |
| 470   | Das alte Haus am Race Track                                          |                                     |
| 471   | Wer zuerst kommt, stirbt am schnellsten                              |                                     |
| 472   | Spur in die Alligator-Sümpfe                                         |                                     |
| 473   | Die freundlichen Mörder                                              |                                     |
| 474   | Opfer der Cosa Nostra                                                |                                     |
| 475   | Das Todes-Varieté                                                    |                                     |
| 476   | Fenster zum Jenseits                                                 |                                     |
| 477   | Der Mann, der aus Manhattan kam                                      |                                     |
| 478   | Eine Bombe für den Mörder                                            |                                     |
| 479   | Zum Geburtstag Mord                                                  |                                     |
| 480   | Killer-Pech                                                          |                                     |
| 481   | Studienfächer Mord und Terror                                        |                                     |
| 482   | Callgirls für Amerika                                                |                                     |
| 483   | Der große Coup von Oahu                                              |                                     |
| 484   | Mord mit Marmorkugeln                                                |                                     |
| 485   | Mord im Hippiedrom                                                   |                                     |
| 486   | Der Tod im Stahlnetz                                                 |                                     |
| 487   | Blutiger Saldo                                                       |                                     |
| 488   | Jonny killt mit Dynamit                                              |                                     |
| 489   | 10 000 $ für ein Kind                                                |                                     |
| 490   | Gift für Spade Farley                                                |                                     |
| 491   | Wettlauf mit dem Strahlentod                                         |                                     |
| 492   | Leiche in Silberblau                                                 |                                     |
| 493   | Computer VI plant Mord                                               |                                     |
| 494   | Abzweig zur Hölle                                                    |                                     |
| 495   | Mit ‚SPEED‘ ins Jenseits                                             |                                     |
| 496   | Satansküche Waukegan                                                 |                                     |
| 497   | Richter Todd spricht einen Mörder frei                               |                                     |
| 498   | Heißes Geld für Kanada                                               |                                     |
| 499   | Der Killer wird bestellt                                             |                                     |
| 500   | Jagd auf die Schwarze Fledermaus                                     |                                     |
| 501   | Hexenkessel in der Clinton Street                                    |                                     |
| 502   | Im Nebel lauerte der Tod                                             |                                     |
| 503   | Der zweite Schuss war Mord                                           |                                     |
| 504   | Institut der tausend Morde                                           |                                     |
| 505   | Rückversichert in die Hölle                                          |                                     |
| 506   | Mord auf Bestellung                                                  |                                     |
| 507   | Der böse Geist des Hauses Dunn                                       |                                     |
| 508   | Platz genug für einen Sarg                                           |                                     |
| 509   | Gangsterjagd in Florida                                              |                                     |
| 510   | Der Mörder mit dem Schlangendolch                                    |                                     |
| 511   | Die Killer-Gang vom Michigan                                         |                                     |
| 512   | Todesfalle Autofriedhof                                              |                                     |
| 513   | Verfolgungsjagd nach Kanada                                          |                                     |
| 514   | Die Bestien vom „Holy Cross“                                         |                                     |
| 515   | Sprungbrett in den Tod                                               |                                     |
| 516   | Die Insel der Killer                                                 |                                     |
| 517   | Die Bombenleger von Crest Hill                                       |                                     |
| 518   | Raubmord am Walton Place                                             | George P. Gray                      |
| 519   | Tod – fein dosiert                                                   | George P. Gray                      |
| 520/1 | 7000 Volt für Jonny                                                  | Manfred Wegener                     |
| 520/2 | Staatsfeind Nummer eins                                              | Manfred Wegener                     |
| 521   | Die Rache des Skorpions                                              | Kelly Kevin                         |
| 522   | Strahlentod im Cocktailglas                                          | Peter Theodor                       |
| 523   | Für 100 000 Dollar darfst du leben                                   | George P. Gray                      |
| 524   | Morsezeichen aus dem Grab                                            | Larry Carr                          |
| 525   | Mord auf dem Rennplatz                                               | George P. Gray                      |
| 526   | Die Tote vom Indian Lake                                             | George P. Gray                      |
| 527   | Von Killern gehetzt                                                  | Peter Theodor                       |
| 528   | Joe Calham erbt die Hölle                                            | Staff Caine                         |
| 529   | Kampf auf Leben und Tod                                              | Kelly Kevin                         |
| 530   | Das Gasthaus des Grauens                                             | George P. Gray                      |
| 531   | Der Killer stahl den Tod                                             | George P. Gray                      |
| 532   | Der Psycho geht durch die Stadt                                      | Manfred Wegener                     |
| 533   | Lautlos schlug der Mörder zu                                         | George P. Gray                      |
| 534   | Der Killer von Fort Lauderdale                                       | Peter Theodor                       |
| 535   | Mordbrigade der „Eisernen Jungfrau“                                  | Manfred Wegener                     |
| 536   | Todesurteil für Donelli                                              | George P. Gray                      |
| 537   | Die lautlosen Mörder                                                 | Hanno Tarr                          |
| 538   | Zu viert ins Krematorium                                             | Hanno Tarr                          |
| 539   | Girls, die vor dem Satan zittern                                     | Kelly Kevin                         |
| 540   | Der Tod war blond                                                    | Peter Theodor                       |
| 541   | Tote Fracht für Mexico                                               | Manfred Wegener                     |
| 542   | Der Killer aus dem Dschungel                                         | George P. Gray                      |
| 543   | Mörderischer Rausch                                                  | Hanno Tarr                          |
| 544   | Ein Sarg in Hongkong                                                 | Manfred Wegener                     |
| 545   | Vor der Kamera erschossen                                            | George P. Gray                      |
| 546   | Der lebende Tote                                                     | George P. Gray                      |
| 547   | Allein gegen das Syndikat                                            | Fred Henry                          |
| 548   | Drei Mann müssen weg                                                 | Peter Theodor                       |
| 549   | Ein Betonsarg für Whistley                                           | George P. Gray                      |
| 550   | Der Fluch des grünen Leguan                                          | Kelly Kevin                         |
| 551/1 | Todesgrüße aus der Tommygun                                          | Manfred Wegener                     |
| 551/2 | Todesgrüße aus der Tommygun                                          | Manfred Wegener                     |
| 552   | So fromm wie der Teufel                                              | Hanno Tarr                          |
| 553   | Mordhände in Samt                                                    | Hanno Tarr                          |
| 554   | Der Polizistenkiller                                                 | George P. Gray                      |
| 555   | Auge um Auge                                                         | George P. Gray                      |
| 556   | Der Todesruf des Säbelkillers                                        | Fred Henry                          |
| 557   | Stippvisite ins Verderben                                            | Peter Theodor                       |
| 558   | Killerparty                                                          | Manfred Wegener                     |
| 559   | Als Köder in die Hölle                                               | Kelly Kevin                         |
| 560   | Nicht köpfen!                                                        | George P. Gray                      |
| 561   | Massenmord aus der Retorte                                           | Fred Henry                          |
| 562   | Goldbarren für Fernost                                               | Fred Henry                          |
| 563   | Das Norrington-Kollier                                               | George P. Gray                      |
| 564   | Start in den Tod                                                     | Peter Theodor                       |
| 565   | Die Klapperschlangen-Falle                                           | George P. Gray                      |
| 566   | Mord per Telefon                                                     | Fred Henry                          |
| 567   | Mord für die grüne Formel                                            | Peter Theodor                       |
| 568   | Die Bestie mit dem Blumentick                                        | Kelly Kevin                         |
| 569   | Beute für den Tod                                                    | George P. Gray                      |
| 570   | Morgen stirbst Du!                                                   | Hanno Tarr                          |
| 571   | Der Killer aus der Bowery                                            | George P. Gray                      |
| 572   | Hochzeit mit dem Teufel                                              | Kelly Kevin                         |
| 573   | Aus Edgewood kam ein Verräter                                        | George P. Gray                      |
| 574   | Bankraub mit einem Toten                                             | Peter Theodor                       |
| 575   | Machtgier macht Mörder                                               | George P. Gray                      |
| 576   | Der Mördermacher                                                     | Hanno Tarr                          |
| 577   | Die Nacht der Henker                                                 | Kelly Kevin                         |
| 578   | Der Tod auf dem Wasser                                               | George P. Gray                      |
| 579   | Das schwarze Opfer                                                   | George P. Gray                      |
| 580   | Tödliche Dollars                                                     | Fred Henry                          |
| 581   | Die Henkerclique                                                     | M. Wegener                          |
| 582   | Tod in der Pipeline                                                  | Peter Theodor                       |
| 583   | Das Killer-Girl                                                      | Kelly Kevin                         |
| 584   | Jagd auf ein Phantom                                                 | Peter Theodor                       |
| 585   | Sie raubten Miß Texas                                                | Fred Henry                          |
| 586   | Rod Bellows tödliches Erbe                                           | Fred Henry                          |
| 587   | Das Sünden-Syndikat                                                  | George P. Gray                      |
| 588   | Whiskey für Crippen                                                  | George P. Gray                      |
| 589   | Diamanten, Blut und Kugeln                                           | Fred Henry                          |
| 590   | Mord in Rot                                                          | Hanno Tarr                          |
| 591   | Mörder gesucht                                                       | George P. Gray                      |
| 592   | Abrechnung am Fuller-Park                                            | Kelly Kevin                         |
| 593   | Wes Larkins großer Coup                                              | Fred Henry                          |
| 594   | Tod á la Mahratta                                                    | George P. Gray                      |
| 595   | Die Zeit der Rache                                                   | Fred Henry                          |
| 596   | Der Schlächter                                                       | George P. Gray                      |
| 597   | Mörderspiel in der Manege                                            | Kelly Kevin                         |
| 598   | Trip ins Jenseits                                                    | Peter Theodor                       |
| 599   | Tochter des Satans                                                   | Kelly Kevin                         |
| 600   | Pat spielt Patience                                                  | George P. Gray                      |
| 601   | Das Superding                                                        | Fred Henry                          |
| 602   | Hyänen haben keine Eile                                              | George P. Gray                      |
| 603   | Gift in Dosen                                                        | Fred Henry                          |
| 604   | Terror im Boxring                                                    | Peter Theodor                       |
| 605   | … ist besser als tot sein                                            | George P. Gray                      |
| 606   | Asphalt-Geier                                                        | Kelly Kevin                         |
| 607   | Der Tod kommt in vier Wochen                                         | Hanno Tarr                          |
| 608   | Ich war eine Maffia-Braut                                            | Fred Henry                          |
| 609   | Blutige Tränen                                                       | George P. Gray                      |
| 610   | Blutige Engel                                                        | Kelly Kevin                         |
| 611   | Ein Hauch von Bittermandel                                           | George P. Gray                      |
| 612   | Der Tod im Koffer                                                    | Peter Theodor                       |
| 613   | Die „Spurlos-Täter“                                                  | George P. Gray                      |
| 614   | Tödliche Entdeckung                                                  | George P. Gray                      |
| 615   | Todesblüten                                                          | Kelly Kevin                         |
| 616   | Aufstand der Unterwelt                                               | Fred Henry                          |
| 617   | Der Vampir von Chicago                                               | Kelly Kevin                         |
| 618   | Blutrache am Lake Michigan                                           | Fred Henry                          |
| 619   | Der Smokingmörder                                                    | Peter Theodor                       |
| 620   | Perlen für die rote Hexe                                             | Kelly Kevin                         |
| 621   | Der Doppelmörder von Palos Hill                                      | George P. Gray                      |
| 622   | Der Engel, der den Killer küßte                                      | Kelly Kevin                         |
| 623   | Pat’s letzter Drink                                                  | George P. Gray                      |
| 624   | Ins Gras gebissen                                                    | George P. Gray                      |
| 625   | Bosse auf der Abschußliste                                           | George P. Gray                      |
| 626   | Das Killer-Karussell                                                 | Kelly Kevin                         |
| 627   | Dreimal täglich Mord                                                 | Larry Carr                          |
| 628   | Herzinfarkt                                                          | George P. Gray                      |
| 629   | Das Todeslied der Psycho-Killer                                      | Kelly Kevin                         |
| 630   | Ein Toter rechnet ab                                                 | Peter Theodor                       |
| 631   | Der Mondscheinmörder                                                 | George P. Gray                      |
| 632   | Mit Mördern spielt man nicht                                         | Kelly Kevin                         |
| 633   | Schüsse und Shots                                                    | George P. Gray                      |
| 634   | Tote tanzen nicht                                                    | Hanno Tarr                          |
| 635   | Ein Killer spielt Roulette                                           | Kelly Kevin                         |
| 636   | Mordmotiv: Menschlichkeit                                            | George P. Gray                      |
| 637   | Ein Mord zur Probe                                                   | Larry Carr                          |
| 638   | Der Mann, der nicht mehr morden wollte                               | Kelly Kevin                         |
| 639   | Mord aus dem Dunkel                                                  | Peter Theodor                       |
| 640   | Dollars für die Haschkommune                                         | Larry Carr                          |
| 641   | Die Nacht der Vergeltung                                             | Kelly Kevin                         |
| 642   | Jeder hat nur einen Tod                                              | George P. Gray                      |
| 643   | Countdown für Verräter                                               | George P. Gray                      |
| 644   | Teufelskreis des Todes                                               | Peter Theodor                       |
| 645   | Der „Richter“ von Chicago                                            | Gaston Gevé                         |
| 646   | Ein Opfer nimmt Rache                                                | George P. Gray                      |
| 647   | Tod in Schwarz-Weiß                                                  | Kelly Kevin                         |
| 648   | Larry zahlte nur in Blei                                             | Larry Carr                          |
| 649   | Ein Toter am Schaltpult                                              | Aldo Garden                         |
| 650   | Der Tod fuhr auf dem Sozius                                          | Larry Carr                          |
| 651   | Urlaub in der Hölle                                                  | Kelly Kevin                         |
| 652   | Fix dich – oder stirb                                                | George P. Gray                      |
| 653   | Sein Tresor war ein Sarg                                             | Aldo Garden                         |
| 654   | Die blutige Queen                                                    | George P. Gray                      |
| 655   | Ein Engel fuhr zur Hölle                                             | George P. Gray                      |
| 656   | Herr Professor läßt killen                                           | Kelly Kevin                         |
| 657   | Tote morden nicht                                                    | Jerry Ford                          |
| 658   | Killer aus gutem Hause                                               | George P. Gray                      |
| 659   | Er suchte Gold und fand den Tod                                      | Peter Theodor                       |
| 660   | Das Alibi war zu perfekt                                             | Aldo Garden                         |
| 661   | Haus des Grauens                                                     | Kelly Kevin                         |
| 662   | Dynamit im Seidenstrumpf                                             | Jerry Ford                          |
| 663   | Dr. Ly vertauscht Leichen                                            | Aldo Garden                         |
| 664   | Höllenfürst sucht Mannequin                                          | Jerry Ford                          |
| 665   | Geier teilen nicht                                                   | Larry Carr                          |
| 666   | Coopers letzter Coup                                                 | George P. Gray                      |
| 667   | Der Satan aus Sing-Sing                                              | Kelly Kevin                         |
| 668   | Masken, Mörder, Millionäre                                           | George P. Gray                      |
| 669   | Spion im Dezernat „N“                                                | Peter Theodor                       |
| 670   | Der Tod saß im Parkett                                               | Jerry Ford                          |
| 671   | Killer killt seinen Boß                                              | Aldo Garden                         |
| 672   | Das 8-Millionen-Ding                                                 | Jerry Ford                          |
| 673   | Der Killer mit dem Glasauge                                          | George P. Gray                      |
| 674   | Eisgekühlt ins Höllenfeuer                                           | Larry Carr                          |
| 675   | Rendezvous im Jenseits                                               | Jerry Ford                          |
| 676   | Der Tiger von Chicago                                                | Kelly Kevin                         |
| 677   | Tote brauchen keinen Zaster                                          | George P. Gray                      |
| 678   | Todesoliven                                                          | George P. Gray                      |
| 679   | Tote Lady kam zum Dinner                                             | Peter Theodor                       |
| 680   | Vom Himmelbett auf Höllenfahrt                                       | George P. Gray                      |
| 681   | Haus der hundert Augen                                               | Jerry Ford                          |
| 682   | Mord im Blut                                                         | George P. Gray                      |
| 683   | Pro Kopf 1000 Dollar                                                 | Jerry Ford                          |
| 684   | Die Nacht der Haie                                                   | Kelly Kevin                         |
| 685   | blutiger Diamant                                                     | George P. Gray                      |
| 686   | Du zahlst und fährst zur Hölle                                       | Larry Carr                          |
| 687   | Der Tod riecht süß                                                   | Larry Carr                          |
| 688   | Lilien – Leichen – Leichte Mädchen                                   | Jerry Ford                          |
| 689   | Ruhe sanft und komm nie wieder                                       | George P. Gray                      |
| 690   | Klinik des Teufels                                                   | Kelly Kevin                         |
| 691   | Eine Leiche kommt selten allein                                      | George P. Gray                      |
| 692   | Blaue Bohnen – italienisch                                           | Fred Treath                         |
| 693   | Zur Hölle, Baby!                                                     | Kelly Kevin                         |
| 694   | Nicht alle Witwen weinen                                             | Jerry Ford                          |
| 695   | Auf Mord dressiert                                                   | George P. Gray                      |
| 696   | Wer einmal mit den Wölfen heult                                      | Kelly Kevin                         |
| 697   | Gift ist die beste Lösung                                            | George P. Gray                      |
| 698   | Ferngesteuert in die Hölle                                           | Larry Carr                          |
| 699   | Sie nannten ihn Kolibri                                              | Jerry Ford                          |
| 700   | Der Gifttod singt ein Wiegenlied                                     | Fred Treath                         |
| 701   | Killer in Uniform                                                    | Jerry Ford                          |
| 702   | Grüß’ den Tod, Süße                                                  | Kelly Kevin                         |
| 703   | Himmelfahrt 1. Klasse                                                | G. P. Gray                          |
| 704   | Der schönste Tod taugt nichts                                        | Fred Treath                         |
| 705   | Erst zur Kasse, dann zur Hölle                                       | Larry Carr                          |
| 706   | Der Tod kam in der Hochzeitsnacht                                    | George P. Gray                      |
| 707   | Erst tote Maler bringen Möpse                                        | Jerry Ford                          |
| 708   | Pro Tag eine Leiche                                                  | Frank S. Cooper                     |
| 709   | Serenade für Killer und Agenten                                      | Jerry Ford                          |
| 710   | Den Rest besorgten die Ratten                                        | George P. Gray                      |
| 711   | Mit tödlichen Grüßen, dein Killer                                    | Larry Carr                          |
| 712   | … zwei eins zero – tot!                                              | Kelly Kevin                         |
| 713   | Lautlos führt der Tod Regie                                          | Fred Treath                         |
| 714   | Die blonde Judy träumt von Mord                                      | Jerry Ford                          |
| 715   | Wenn Messer-Mike auf Touren kommt                                    | Fred Treath                         |
| 716   | Im Jenseits sind noch Plätze frei                                    | Brian Ford                          |
| 717   | Asphalt-Wölfe                                                        | Jerry Ford                          |
| 718   | Ein schwarzer Sarg für Anabel                                        | Kelly Kevin                         |
| 719   | Die Nacht der Teuflischen                                            | James R. Burcette                   |
| 720   | Heißes Blei macht kalte Füße                                         | Jerry Ford                          |
| 721   | Sie ist tot und läßt schön grüßen                                    | Fred Treath                         |
| 722   | Profis killen auch am Sonntag                                        | Jerry Ford                          |
| 723   | Ein Millionär im Fadenkreuz                                          | James R. Burcette                   |
| 724   | Flieg zur Hölle, Boß                                                 | Fred Treath                         |
| 725   | Daddy wird dich killen, Baby                                         | Kelly Kevin                         |
| 726   | Sterben kommt vor erben                                              | Noel Kane                           |
| 727   | Erst feige und dann kalt                                             | Jerry Ford                          |
| 728   | Wenn’s knallt, hörst du die Engel singen                             | Noel Kane                           |
| 729   | Um drei sind sie ein toter Mann                                      | James R. Burcette                   |
| 730   | Ein Goldfisch zum Ausnehmen                                          | Noel Kane                           |
| 731   | Villa zum ewigen Frieden                                             | Kelly Kevin                         |
| 732   | Laß das den Professor machen                                         | Tom Candrix                         |
| 733   | Der Boß bekommt ein Einzelgrab                                       | Noel Kane                           |
| 734   | Noch vor dem Frühstück abserviert                                    | Fred Treath                         |
| 735   | Cockpit-Killer                                                       | Tom Candrix                         |
| 736   | Violett steht Leichen gut                                            | Clay Markson                        |
| 737   | Die Stimme sagte was von Mord                                        | Jerry Ford                          |
| 738   | Dreimal umsonst zur Hölle                                            | James R. Burcette                   |
| 739   | Zum Friedhof ist kein Weg zu weit                                    | Jerry Ford                          |
| 740   | Eine Lady wird gestohlen                                             | Fred Treath                         |
| 741   | Stirb und mach mich reich                                            | Fred M. Wayer                       |
| 742   | Rabenschwarzer Freitag                                               | Jerry Ford                          |
| 743   | Heißen Dank für die Kugeln                                           | Fred Treath                         |
| 744   | So reich und fast ein toter Mann                                     | Kelly Kevin                         |
| 745   | Es tut nicht weh, wenn Ricca killt                                   | Jerry Ford                          |
| 746   | Tote gibt’s nicht nur in Gräbern                                     | Tom Candrix                         |
| 747   | Herzliches Beileid zum Todestag                                      | James R. Burcette                   |
| 748   | Das nächste Kill-in kommt bestimmt                                   | Jerry Ford                          |
| 749   | Ein Mord, wie er im Buch steht                                       | Tom Candrix                         |
| 750   | Ein Girl, das Jonny heißt und killt                                  | Kelly Kevin                         |
| 751   | Auf Mord getrimmt                                                    | Fred Treath                         |
| 752   | Noch nie war sterben leichter                                        | Guy Brent                           |
| 753   | Treffpunkt: Todes-Bar                                                | Noel Kane                           |
| 754   | Die Bestie kommt, wenn alles schläft                                 | Jerry Ford                          |
| 755   | Herzlichen Glückwunsch, morgen dürfen Sie sterben                    | Kelly Kevin                         |
| 756   | Für zwei ist sterben doppelt schön                                   | Fred Treath                         |
| 757   | Tote frieren nicht                                                   | Jerry Ford                          |
| 758   | Mord vor hundert Augen                                               | Fred Treath                         |
| 759   | Whiskey macht munter – Blei macht tot                                | Noel Kane                           |
| 760   | Erst geschockt und dann gekillt                                      | George P. Gray                      |
| 761   | Die Bleiboys                                                         | Fred Treath                         |
| 762   | Wer hat Angst vor der schwarzen Lady                                 | Jerry Ford                          |
| 763   | Die Schock-Spezialisten                                              | Frank Evans                         |
| 764   | Du störst uns nur, solang du lebst                                   | Guy Brent                           |
| 765   | Das Ende eines Schätzchens                                           | Tom Candrix                         |
| 766   | Das Messer-Phantom                                                   | Jerry Ford                          |
| 767   | Blind vertraut ist halb gestorben                                    | Frank S. Cooper                     |
| 768   | Wohin mit all den toten Mädchen                                      | Frank Evans                         |
| 769   | Bitte, geht’s hier entlang zum Safe?                                 | Fred Treath                         |
| 770   | Wie fühlt man sich als toter Mann                                    | Guy Brent                           |
| 771   | Sie sind perfekt gestorben, Mr. Fisher                               | James R. Burcette                   |
| 772   | Hochsaison im Mordgeschäft                                           | Fred Treath                         |
| 773   | In den Mordpausen hören Sie Schlagermusik                            | Frank Evans                         |
| 774   | Nachts kam der Mann mit der Maske                                    | Frank S. Cooper                     |
| 775   | Das Fünf-Millionen-Superding                                         | Tom Candrix                         |
| 776   | Die Lady mit dem bonbonroten Mordmobil                               | Jerry Ford                          |
| 777   | Um eins war Gerry mausetot                                           | Guy Brent                           |
| 778   | Montags stach der Killer zu                                          | Frank Evans                         |
| 779   | Nachtmusik für vier MPis                                             | Tom Candrix                         |
| 780   | Blattschuß für einen Gentleman                                       | Jerry Ford                          |
| 781   | Kein Pardon für zarte Haut                                           | Guy Brent                           |
| 782   | Zarter Gruß von Mörderhand                                           | Jerry Ford                          |
| 783   | Die sieben Bogenschützen                                             | Frank Evans                         |
| 784   | Du zahlst – ich kille                                                | Guy Brent                           |
| 785   | Bete, wenn die Bombe tickt                                           | Fred Treath                         |
| 786   | Spezialisten für spurlose Todesfälle                                 | Guy Brent                           |
| 787   | Höllenmaschine Nr.3                                                  | Jerry Ford                          |
| 788   | Viel zu schön, um tot zu sein                                        | Tom Candrix                         |
| 789   | Blüten gibt’s nicht nur im Mai                                       | Frank Evans                         |
| 790   | So echt starb Mr. James noch nie                                     | James R. Burcette                   |
| 791   | Die tödliche Madonna                                                 | Jerry Ford                          |
| 792   | Gorilla ist kein Job für Butch                                       | Frank Evans                         |
| 793   | Kleiner Mord gefällig, Mr. Quinn? [1/3]                              | Tom Candrix                         |
| 794   | Vier Tote zuviel auf dem Konto [2/3]                                 | Tom Candrix                         |
| 795   | Ein Geldhai ist kein Zierfisch [3/3]                                 | Tom Candrix                         |
| 796   | Besonderes Kennzeichen: Gemeingefährlich                             | Fred Treath                         |
| 797   | Rosige Zeiten für goldene Witwen                                     | Jerry Ford                          |
| 798   | Goldfische für Mexiko                                                | James R. Burcette                   |
| 799   | Mit tödlichen Grüßen: Das Syndikat                                   | Tom Candrix                         |
| 800   | Ein Trio geht auf Killertour                                         | Jerry Ford                          |
| 801   | Endstation Blechsarg                                                 | Guy Brent                           |
| 802   | Auf liebe Gäste schießt man nicht                                    | Fred Treath                         |
| 803   | Ein Blechsarg ist kein Himmelbett                                    | Jerry Ford                          |
| 804   | Drei Tote sind besser als zwei                                       | Dave Morris                         |
| 805   | Ich bin Ihr Killer, Madame                                           | Guy Brent                           |
| 806   | Stirb noch einmal, Adelheid                                          | Fred Treath                         |
| 807   | Vor Mördern wird eindringlich gewarnt                                | Jerry Ford                          |
| 808   | Das Baby schrie, als Wellmann starb                                  | Frank Evans                         |
| 809   | Schwarze Mordwaffe mit 150 PS                                        | Dave Morris                         |
| 810   | Diana die Tödliche                                                   | Kelly Kevin                         |
| 811   | Dynamit in der Faust und Blei in der Brust                           | Jerry Ford                          |
| 812   | Sanft schlafen nur die Toten                                         | Frank Evans                         |
| 813   | Am Friedhof führt kein Weg vorbei                                    | Guy Brent                           |
| 814   | Perfekter Mord mit kleinen Haken                                     | Jerry Ford                          |
| 815   | Schrei noch ein bischen lauter                                       | Frank Evans                         |
| 816   | Die Himmelfahrts-Weste                                               | Miles Kilburn                       |
| 817   | Gestorben wird rund um die Uhr                                       | John Curtis                         |
| 818   | In Texas liegt man schnell im Sarg                                   | Don Rivera                          |
| 819   | Glück und Segen wünscht: Dein Mörder                                 | Jerry Ford                          |
| 820   | Das Terror-Team                                                      | Frank Evans                         |
| 821   | Komm Baby, hilf mir killen                                           | Guy Brent                           |
| 822   | Corras Totentanz                                                     | Fred Treath                         |
| 823   | Vergiß die Kugelspritze nicht                                        | Jerry Ford                          |
| 824   | Beisetzung im schönen Mai                                            | Frank Evans                         |
| 825   | Die Mädchenfänger von Zion                                           | John Curtis                         |
| 826   | Der Mann, der immer wieder schoss                                    | Guy Brent                           |
| 827   | Generalprobe mit fünf Toten                                          | Jerry Ford                          |
| 828   | Der Werwolf von Chicago                                              | Frank Evans                         |
| 829   | Hinrichtung mit allen Schikanen                                      | Fred Treath                         |
| 830   | Experten für spezielle Sterbefälle                                   | Tom Candrix                         |
| 831   | Der Clou mit Mr. Kenwoods Tod                                        | Guy Brent                           |
| 832   | Ein stummer Mann macht keine Mätzchen                                | Frank Evans                         |
| 833   | Frankie killt, und Cora ist ein Luder                                | Jerry Ford                          |
| 834   | Finger weg vom heißen Schnee                                         | Tom Candrix                         |
| 835   | Der Boß der blonden Todesengel                                       | Guy Brent                           |
| 836   | Drei Leichen brauchen einen Mörder                                   | Tom Candrix                         |
| 837   | Mr. Nemos Leichenschau                                               | John Curtis                         |
| 838   | Die Killer-Droge                                                     | Guy Brent                           |
| 839   | Das Quinn-Team und die tote Fixerin                                  | Frank Evans                         |
| 840   | Wer hat die Leiche zu Judith geschafft?                              | Jerry Ford                          |
| 841   | Der Mann mit dem Phantom-Dolch                                       | Tom Candrix                         |
| 842   | Zum Glück holt auch den Boß der Teufel                               | Fred Treath                         |
| 843   | Tote haben keine Rückfahrkarte                                       | Jerry Ford                          |
| 844   | Der Mörder im grauen Flanell                                         | Tom Candrix                         |
| 845   | Der Hit hieß „Todesmelodie“                                          | Frank Evans                         |
| 846   | Die Formel für perfekten Mord                                        | Guy Brent                           |
| 847   | Der Killer, der zu Carol kam                                         | Fred Treath                         |
| 848   | Die Aasgeier von Chicago                                             | Tom Candrix                         |
| 849   | Auf einmal war es Mord                                               | Jerry Ford                          |
| 850   | Du mußt sterben, Baby                                                | Guy Brent                           |
| 851   | Feuer frei auf Quinn & Co.                                           | Frank Evans                         |
| 852   | Killerparty auf Abura                                                | Tom Candrix                         |
| 853   | Das Ende eines Fixers                                                | Jerry Ford                          |
| 854   | Mit dem Fahrstuhl in die Hölle                                       | Fred Treath                         |
| 855   | Der Killer Cocktail                                                  | Tom Candrix                         |
| 856   | Bei Vollmond blüht das Mordgeschäft                                  | Jerry Ford                          |
| 857   | Agenten kennen kein Erbarmen                                         | Tom Candrix                         |
| 858   | Mörderspiel im trauten Kreis                                         | Fred Treath                         |
| 859   | Die Mordspezialisten                                                 | Frank Evans                         |
| 860   | Charme mit stählernen Krallen                                        | Guy Brent                           |
| 861   | Nur auf Tote ist Verlaß                                              | Jerry Ford                          |
| 862   | Der Mann mit dem Todes-Ass                                           | Fred Treath                         |
| 863   | Das Kung-Fu-Phantom                                                  | Frank Evans                         |
| 864   | Sag mir, wo die Piepen sind                                          | John Marlowe                        |
| 865   | Das Geheimnis der blauen Barke                                       | Jerry Ford                          |
| 866   | Bete, wenn der Feuerteufel kommt                                     | Fred Treath                         |
| 867   | Roulette mit blutigen Kugeln                                         | Guy Brent                           |
| 868   | Rabenschwarzes Wochenende                                            | John Marlowe                        |
| 869   | Das Zwölf-Millionen-Superding                                        | Frank Evans                         |
| 870   | Rote Rosen von Satan & Co.                                           | Jerry Ford                          |
| 871   | Aus der Traum vom großen Geld                                        | Guy Brent                           |
| 872   | Spielgewinn: ein Platz im Jenseits                                   | Fred Treath                         |
| 873   | Applaus für eine Leiche                                              | Frank Evans                         |
| 874   | Bombennächte in Chicago                                              | Tom Candrix                         |
| 875   | Such dir ein Grab in Addis Abeba                                     | Fred Treath                         |
| 876   | Kalt lächelnd über Leichen                                           | Tom Candrix                         |
| 877   | In der Hölle singen keine Engel                                      | Jerry Ford                          |
| 878   | Kalte Boys und heiße Schlitten                                       | Earl Warren                         |
| 879   | Die Maske des Henkers                                                | Fred Treath                         |
| 880   | Ihre Uhr läuft ab, Mr. Quinn                                         | Jerry Ford                          |
| 881   | Camorra wird mit Blut geschrieben                                    | Tom Candrix                         |
| 882   | Zum Wiedersehen: Mord                                                | Guy Brent                           |
| 883   | Die Blüten dufteten nach Tod                                         | Jerry Ford                          |
| 884   | Wer killte Cyril Harris?                                             | Fred Treath                         |
| 885   | Stirb einsam in Alaska                                               | Tom Candrix                         |
| 886   | Schwarze Witwe im Weißen Haus                                        | Guy Brent                           |
| 887   | Mit Vollgas in die Hölle                                             | Frank Evans                         |
| 888   | Letzter Trip mit einem Killer                                        | Jerry Ford                          |
| 889   | Requiem für einen Staatsanwalt                                       | Tom Candrix                         |
| 890   | Der 13. ist Sterbetag                                                | Fred Treath                         |
| 891   | Das Totengeschäft                                                    | Frank Evans                         |
| 892   | Der Tod eines Schnüfflers                                            | Tom Candrix                         |
| 893   | Die Puppenfänger von Chicago                                         | Fred Treath                         |
| 894   | Ein Job für Todgeweihte                                              | Frank Evans                         |
| 895   | Diamanten-Haie                                                       | Jerry Ford                          |
| 896   | Der Todesbringer                                                     | Tom Candrix                         |
| 897   | Die Spur des Henkers                                                 | Jerry Ford                          |
| 898   | Ein Griff ins Schlangennest                                          | Tom Candrix                         |
| 899   | Willkommen im Jenseits                                               | Fred Treath                         |
| 900   | Wie starb Rhena Parker?                                              | Frank Evans                         |
| 901   | Die Morde der Schwarze Fledermaus                                    | John Marlowe                        |
| 902   | Einen Ölscheich killt man nicht                                      | Tom Candrix                         |
| 903   | Eine Leiche kommt selten allein                                      | Tom Candrix                         |
| 904   | Der Phantom-Killer                                                   | Frank Evans                         |

### Fledermaus Taschenbücher
| Nr. | Titel                                | Autor          | Jahr |
| --- | ------------------------------------ | -------------- | ---- |
| 220 | Ich sterbe an Curare                 | G. W. Jones    | 1965 |
| 235 | Lockender Leichnam                   | G. W. Jones    | 1966 |
| 254 | Der Fuchs im Eisen                   | G. W. Jones    | 1966 |
| 271 | Der rote Jaguar                      | G. W. Jones    | 1966 |
| 287 | Die Geistermacher vom Orland Park    | G. W. Jones    | 1966 |
| 304 | Mord im „Red Turkey“                 | G. W. Jones    | 1967 |
| 317 | Satans Tochter                       | G. W. Jones    | 1967 |
| 329 | Die nackte Leiche                    | G. W. Jones    | 1967 |
| 330 | Ein Computer spielt falsch           | M. Wegener     | 1970 |
| 331 | Parkplatz frei im Jenseits           | M. Wegener     | 1970 |
| 332 | Kannibalen                           | George P. Gray | 1970 |
| 333 | Der Boß im Dunkeln                   | Fred Henry     | 1970 |
| 334 | Industriegeier                       | Peter Theodor  | 1970 |
| 335 | Gangsterdämmerung                    | George P. Gray | 1970 |
| 336 | Mord am 7. Loch                      | Fred M. Wayer  | 1971 |
| 337 | Kunst aus dem Reich der Toten        | Peter Theodor  | 1971 |
| 338 | Comeback über Leichen                | George P. Gray | 1971 |
| 339 | Der Boß im Fadenkreuz                | Fred Henry     | 1971 |
| 340 | Reptilien                            | George P. Gray | 1972 |
| 341 | Ein Toter kam zur Gala-Party         | Larry Carr     | 1972 |
| 342 | Das Scheusal                         | George P. Gray | 1972 |
| 343 | Der korrigierte Mord                 | George P. Gray | 1972 |
| 344 | Todesflug                            | George P. Gray | 1972 |
| 345 | Gift für eine blonde Schlange        | Larry Carr     | 1972 |
| 346 | Panik                                | George P. Gray | 1972 |
| 347 | Der Schreckliche                     | George P. Gray | 1972 |
| 348 | Ausgespielt                          | George P. Gray | 1972 |
| 349 | Feuergesicht                         | George P. Gray | 1972 |
| 350 | Eingesargt                           | George P. Gray | 1972 |
| 351 | Largas Erben lassen sterben          | Peter Theodor  | 1972 |
| 352 | Killen ist kein Kinderspiel          | George P. Gray | 1972 |
| 353 | Der Tod fährt Cadillac               | Larry Carr     | 1973 |
| 354 | Der Gifttod schleicht durch Chicago  | George P. Gray | 1973 |
| 355 | Heiße Spur – falsche Spur            | George P. Gray | 1973 |
| 356 | Trio des Verderbens                  | George P. Gray | 1973 |
| 357 | Tod aus der Kalahari                 | George P. Gray | 1973 |
| 358 | Der Boß hat irre Jobs für Sandra     | George P. Gray | 1973 |
| 359 | Bei 13 knallt’s                      | George P. Gray | 1973 |
| 360 | Urlaub mit diversen Toten            | Noel Kane      | 1973 |
| 361 | Engel der grausamen Lust             | Noel Kane      | 1973 |
| 362 | Der Killer macht sich nichts aus Eis | Kelly Kevin    | 1973 |

### Die schwarze Fledermaus (Blitz-Verlag)
Die Schwarze Fledermaus (Sammleredition)
- Das Zeichen der schwarzen Fledermaus. 2011, ISBN 978-3-89840-327-6.
- Die Nacht der schwarzen Fledermaus. 2012, ISBN 978-3-89840-330-6.
- Angriff der schwarzen Fledermaus. 2013, ISBN 978-3-89840-342-9.

Die Schwarze Fledermaus (E-Books)
Unter dem Pseudonym G. W. Jones erschienen, wo nicht anders vermerkt.
- 01 Der Anschlag. 2014, ISBN 978-3-95719-001-7.
- 02 Der Sarg. 2014, ISBN 978-3-95719-002-4.
- 03 Angriff der schwarzen Fledermaus. 2014, ISBN 978-3-95719-003-1.
- 04 Angelika Schröder: Ein harmloser Fall. 2014, ISBN 978-3-95719-004-8.
- 05 Margret Schwekendiek: Tote schweigen nicht. 2014, ISBN 978-3-95719-005-5.
- 06 Liga der Verdammten. 2014, ISBN 978-3-95719-006-2.
- 07 Die Spione. 2016, ISBN 978-3-95719-007-9.
- 08 Der Kreuzzug. 2016, ISBN 978-3-95719-008-6.
- 09 Flammenpfad. 2016, ISBN 978-3-95719-009-3.
- 10 Der Sieg der Schwarzen Fledermaus. 2017, ISBN 978-3-95719-010-9.
- 11 Das Trojanische Pferd. 2017, ISBN 978-3-95719-011-6.
- 12 Die Spur des Drachen. 2017, ISBN 978-3-95719-012-3.
- 13 Die Spur des Drachen. 2017, ISBN 978-3-95719-013-0.
- 14 Das nasse Grab. 2017, ISBN 978-3-95719-014-7.
- 15 Stadt in Angst. 2017, ISBN 978-3-95719-015-4.
- 16 Der unsichtbare Tod. 2018, ISBN 978-3-95719-016-1.
- 17 Die Stimme der Gerechtigkeit. 2018, ISBN 978-3-95719-017-8.
- 18 Die Augen des Blinden. 2018, ISBN 978-3-95719-018-5.

Die Schwarze Fledermaus – Neue Abenteuer
Die Titel erscheinen unter dem Pseudonym A. S. Jones.
- 01 Blutgeld. 2016, ISBN 978-3-95719-051-2.
- 02 Das falsche Opfer. 2016, ISBN 978-3-95719-052-9.
- 03 Die Falle. 2016, ISBN 978-3-95719-053-6.